# Kpanroun
Kpanroun è un arrondissement del Benin situato nella città di Abomey-Calavi (dipartimento dell'Atlantico) con 9.083 abitanti (dato 2006).